# Aleksander Błaszczyk
Aleksander Marian Błaszczyk (ur. 4 lutego 1947 w Gliwicach) – polski matematyk, wykładowca akademicki, profesor nauk matematycznych, polityk.

## Życiorys
Studiował na filii Uniwersytetu Jagiellońskiego, która stała się następnie Uniwersytetem Śląskim w Katowicach, studia ukończył w 1970. W 1974 uzyskał stopień naukowy doktora, promotorem pracy był profesor Jerzy Mioduszewski. Habilitował się w 1984. W 1996 otrzymał tytuł profesora nauk matematycznych. Zawodowo od 1970 związany z Instytutem Matematyki Uniwersytetu Śląskiego w Katowicach, na tej uczelni doszedł jako pracownik naukowy do stanowiska profesora zwyczajnego. Został też m.in. prorektorem Wyższej Szkoły Handlowej im. Królowej Jadwigi w Rudzie Śląskiej, kierownikiem Katedry Matematyki i Jej Stosowania w Wyższej Szkole Biznesu w Dąbrowie Górniczej, a także członkiem Komitetu Matematyki Polskiej Akademii Nauk. Jest autorem ponad 40 prac naukowych dotyczących głównie teorii mnogości, topologii i algebr Boole’a. W 2011 został członkiem komitetu redakcyjnego czasopisma „Wiadomości Matematyczne”.
Wstąpił do Platformy Obywatelskiej, wybrany na przewodniczącego zarządu powiatowego tej partii w Rudzie Śląskiej.

## Wypromowani doktorzy
- 1989: Kim Dok Yong, Struktura homeomorfizmów i zanurzeń przestrzenni topologicznych,
- 1995: Sławomir Turek, Własności topologiczne minimalnych układów dynamicznych,
- 2000: Wiesław Kubiś, Abstrakcyjne struktury wypukłe w topologii i teorii mnogości,
- 2000: Andrzej Kucharski, Granice odwrotne i ich zastosowania w teorii mnogości i topologii,
- 2005: Anna Brzeska, Własności topologiczne i kombinatoryczne różnych wersji forcingu Lavera,
- 2014: Wojciech Bielas, Łańcuchy w przestrzeniach topologicznych i kratach.

## Wybrane publikacje
- Aleksander Błaszczyk, Sławomir Turek: Wstęp do matematyki (z elementami zastosowań w ekonomii). Dąbrowa Górnicza: Wyższa Szkoła Biznesu w Dąbrowie Górniczej, 2001. Brak numerów stron w książce
- Aleksander Błaszczyk, Sławomir Turek: Teoria Mnogości. Warszawa: PWN, 2007. Brak numerów stron w książce